# Aleksandr Krein
Aleksandr Abràmovitx Krein, rus: Александр Абрамович Крейн (Nijni Nóvgorod, 20 d'octubre de 1883 – Stàraia Ruza, 25 d'abril de 1951) fou un compositor soviètic.
Va néixer en el si d'una família jueva respectuosa de la tradició klezmer, el gènere musical tradicional dels hebreus assentats a l'est d'Europa. El seu pare Abraham Krein, que era un notable violinista, es va traslladar des de Lituània a Rússia el 1870. Els seus set fills van rebre les primeres lliçons de música del seu pare, convertint-se finalment també en músics. Com veiem es tractava d'una família amb profundes arrels musicals. Aleksandr va ingressar al Conservatori de Moscou el 1896, estudiant violoncel amb Alfred von Glehn i composició amb Leonid Nikolàiev, Serguei Tanéiev i Boleslav Iavorski. Després va estudiar teoria musical un any més a l'escola de música de la Societat Filharmònica de Moscou.
Dedicat especialment a la composició, les seves obres ofereixen un singular interès per emprar artísticament en elles les antigues melodies hebrees. La seva tècnica harmònica i orquestral apareix influïda per Skriabin, Ravel i Debussy. Entre les seves composicions cal mencionar el poema simfònic Salomé, el Rèquiem hebreu Kadisch, per a cor i orquestra, un quartet per a instruments d'arc, peces per a piano i lieder.
Krein va ensenyar al conservatori (1912–1917) abans que fos nomenat secretari de la secció artística del Muzo-Narkompros; més tard va exercir de secretari de les seccions acadèmiques i etnogràfiques d'aquesta organització. Des del 1922 ocupà un lloc com a membre del jurat de l'Editorial Estatal. Durant la dècada de 1920 va escriure música per a diverses obres teatrals representades al Teatre Nacional Habima, a Ucraïna, a Moscou i a Belarús.